# ریچل لوین

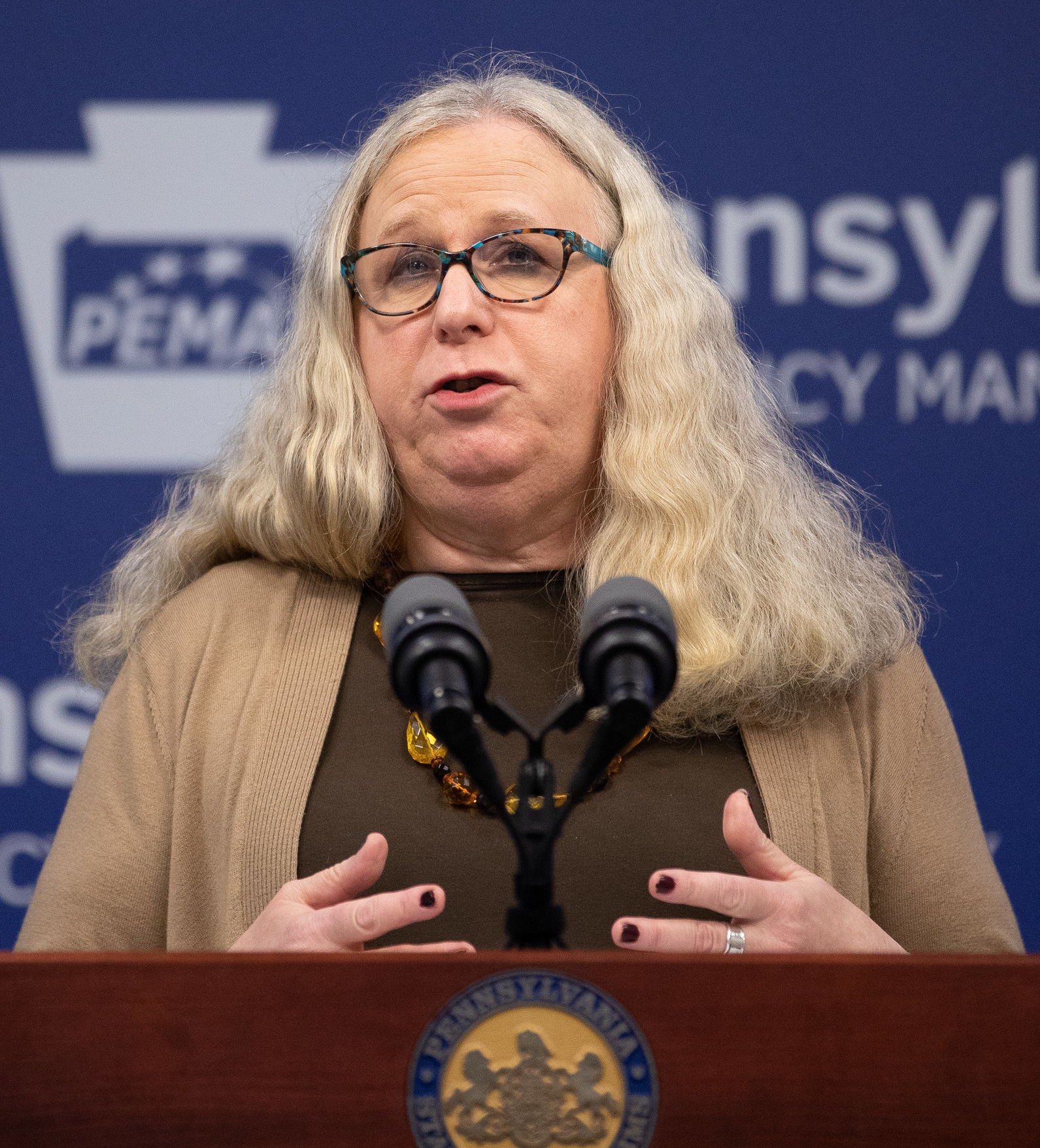

ریچل لوین (به انگلیسی: Rachel Levine) (زاده ۱۹۵۷) پزشک متخصص اطفال و یک زن ترنس است.
ریچل لوین پزشک متخصص اطفال و پزشک عمومی سابق در پنسیلوانیا در سال ۲۰۱۷ با حکم فرماندار دمکرات پنسیلوانیا تام ولف به سمت کنونی خود منصوب شد که رخدادی بی‌سابقه در ایالات متحده آمریکا بوده‌است.
رئیس‌جمهوری ایالات متحده جو بایدن روز سه‌شنبه ۳۰ دی ۱۳۹۹ وی را به عنوان دستیار سلامت وزیر بهداشت دولت خود برگزید و به این ترتیب او نخستین فرد تراجنسیتی خواهد بود که به یک مقام عالی فدرال در آمریکا منصوب می‌شود.
جو بایدن در اطلاعیه‌ای عنوان کرد: «دکتر ریچل لوین واجد خصوصیات رهبری قابل اطمینان و تخصص لازم است که به آن فارغ از آدرس محل سکونت، نژاد، مذهب، گرایش جنسی، هویت جنسی یا معلولیت نیاز داریم تا همگی مردم این بیماری فراگیر را پشت سر بگذارند.».